# Урнебесна трагедија
Урнебесна трагедија је југословенски филм снимљен 1995. године који је режирао Горан Марковић, а сценарио је писао Душан Ковачевић.

## Кратак садржај
У једној београдској клиници за душевне болеснике настаје криза кад се један од болесника одлучи оженити, а управник клинике изнервиран небригом друштва под изговором да иду на свадбу изводи пацијенте на улицу. У слободи, ненавикнути на правила игре друштва нормалних, болесници изазивају општи хаос.
Један лекар одлучује да, у знак протеста због нељудских услова живота и недостатка лекова проузрокованих распадом Југославије и санкцијама, затвори клинику за душевне болести, у жељи да болеснике врати кућама или преда некоме ко би их бар привремено прихватио. Пошто један од болесника намерава да се „жени“, доктор, под изговором да сви иду на свадбу, изводи своје пацијенте на улицу. Са њима креће и особа која „може да лети“, а у ствари постоји само у машти пацијената. Међутим, невоље почињу већ на првом кораку ван клинике. У слободи, ненавикнути на правила игре друштва „нормалних“, болесници раде оно што пожеле, не обазирући се на хаос који изазивају.

## Улоге
| Глумац                | Улога              |
| --------------------- | ------------------ |
| Војислав Брајовић     | Доктор Иван        |
| Данило Бата Стојковић | Василије           |
| Оливера Марковић      | Рајна              |
| Драган Николић        | Милан              |
| Гордана Гаџић         | Ружа               |
| Раде Шербеџија        | Коста              |
| Весна Тривалић        | Јулка              |
| Богдан Диклић         | Јоја               |
| Соња Савић            | Виолета            |
| Боро Стјепановић      | Ћира               |
| Милица Михајловић     | Вера Милосављевић  |
| Никола Гавриловић     | Невен              |
| Бранислав Зеремски    | Таса „Тица“        |
| Георги Калојанчев     | Таксиста           |
| Драган Петровић       | Милиционер Брка    |
| Марко Баћовић         | Смешко             |
| Мило Мирановић        | Портир             |
| Павел Попандов        | Милиционер         |
| Маја Бежанска         | Ирена              |
| Румен Трајков         | Пацијент 1         |
| Цветан Даскалов       | Пацијент 2         |
| Асен Кисимов          | Пацијент 3         |
| Досјо Досев           | Пацијент 4         |
| Моис Леви             | Пацијент 5         |
| Мариан Бозуков        | Пацијент 6         |
| Ненчо Илчев           | Пацијент 7         |
| Милчо Попов           | Пацијент 8         |
| Стојан Валчев         | Пацијент 9         |
| Петар Бачваров        | Пацијент 10        |
| Димитар Георгијев     | Пацијент 11        |
| Иван Јанчев           | Пацијент 12        |
| Красимир Недиалков    | Пацијент 13        |
| Никола Величков       | Пацијент 14        |
| Теодор Јуруков        | Пацијент 15        |
| Елена Кунева          | Пацијенткиња 1     |
| Маја Томова           | Пацијенткиња 2     |
| Мартина Вачкова       | Пацијенткиња 3     |
| Љуба Дејанова         | Пацијенткиња 4     |
| Азра Ченгић           | Инспицијент        |
| Валко Камарашев       | Глумац у позоришту |
| Линда Русева          | Глумица            |
| Детелин Кандев        | Ухапшеник          |
| Алеко Минчев          | Старац             |
| Румјана Илиева        | Касирка            |
| Никола Рударов        | Шеф одељења        |
| Иво Калинов           | Продавац           |
| Петрана Милетиева     | Продавачица 1      |
| Десислава Георгиева   | Продавачица 2      |

## Награде
Филм је 1995. године добио награду за најбољи сценарио на Фестивалу филмског сценарија у Врњачкој Бањи.